# 匐枝乌头
匐枝乌头（学名：Aconitum macrorhynchum f. tenuissimum）为毛茛科乌头属细叶乌头下的一个变型。

## 扩展阅读
- 維基物種上的相關：匐枝乌头